# 垛口

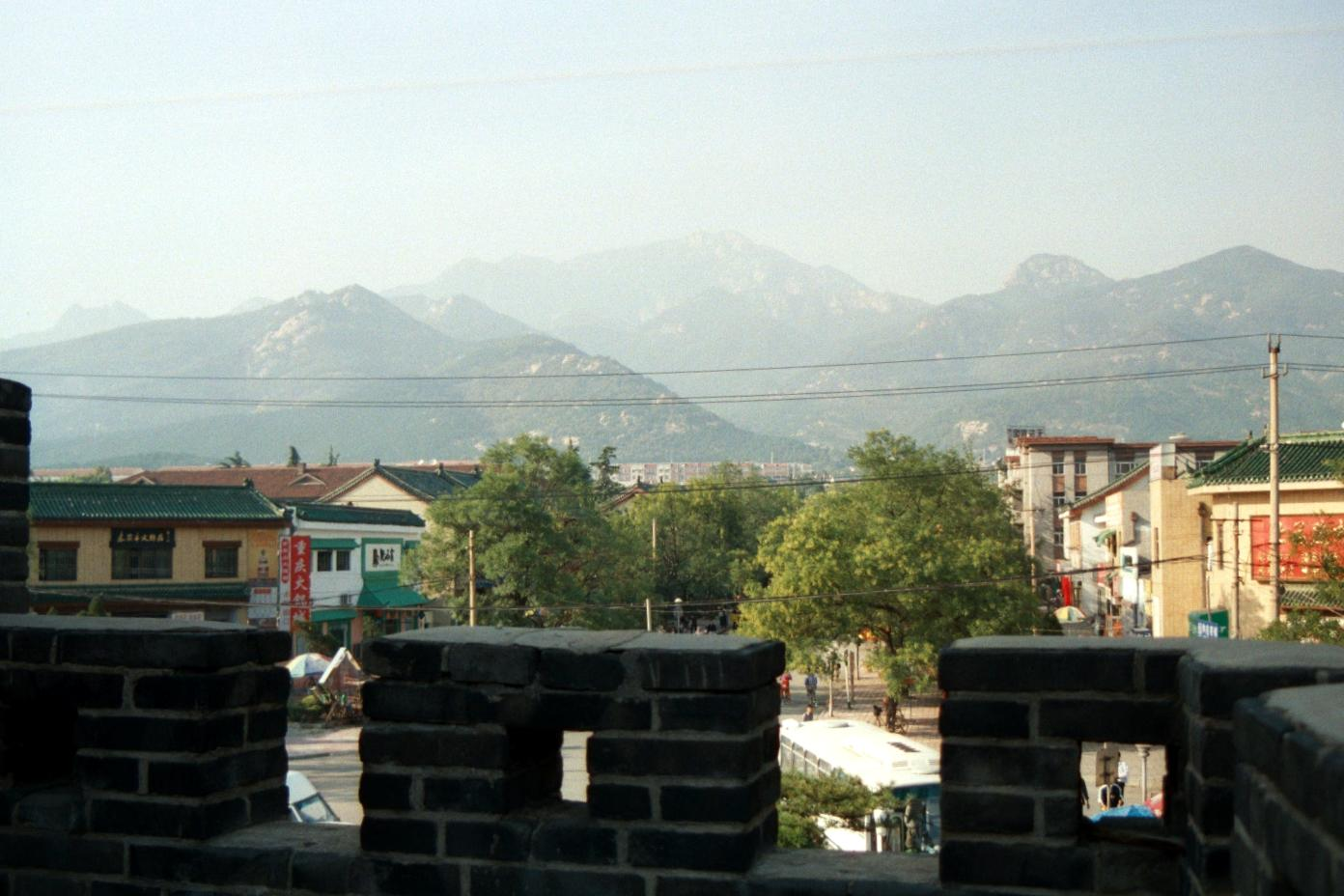
垛口看出去的情景

雉堞，又稱齒牆、垛牆、戰牆，是有鋸齒狀垛牆的城牆。可用來作為守禦城牆者在反擊攻城者時的掩蔽之用。垛口長度約幾十CM到2M。
古代计算城墙面积的单位是“方丈曰堵，三堵曰雉，一雉之墙，长三丈，高一丈”。堞则是城墙上如齿状的薄型矮墙。